# ドライスタウト
ドライスタウト（欧字名:Dry Stout、2019年3月21日 - ）は、日本の競走馬。主な勝ち鞍は2021年の全日本2歳優駿、2023年のテレ玉杯オーバルスプリント、武蔵野ステークス。
馬名は黒ビールの種類の名前から、本馬の毛色より連想。

## 戦績

### デビュー前
2019年3月21日、北海道日高町の下河辺牧場で誕生。一口馬主法人YGGオーナーズクラブから総額1,980万円（一口19,800円×1,000口）で募集され、栗東の牧浦充徳厩舎に入厩した。

### 2歳（2021年）
9月26日に行われた2歳新馬戦（中京ダート1200m）に出走。3番人気に推されると、レースでは直線で脚を伸ばして、最後は逃げ粘る2番人気ワセダタンクを差し切り優勝、新馬勝ちを果たした。この勝利で鞍上の福永祐一はJRA通算2500勝を達成した。
11月13日のオキザリス賞（1勝クラス）でも3番人気となると、レースでは好位追走から残り200mで抜け出すと後続を突き放し、最終的に2着に5馬身差をつける圧勝でデビュー2連勝とした。
続いて全日本2歳優駿（JpnI）に出走。ここでは1番人気に支持されると、レースでは4コーナーから早め先頭に立つと、最後追ってきたコンバスチョンも突き放し、これに2馬身半差をつけて優勝。無傷3連勝でJpnI制覇を果たした。勝ちタイム1分39秒2は2009年にラブミーチャンが記録した1分40秒0を0秒8上回るレースレコードで、管理する牧浦調教師もGI級競走初制覇となった。

### 3歳（2022年）
5月4日、3歳初戦として園田競馬場で行われた兵庫チャンピオンシップ（JpnII）に出走。単勝1.8倍の1番人気に推された。レースでは、ゲートで滑るアクシデントに見舞われ大きく出遅れ。道中は後ろから上がっていったが、最後の直線では脚が伸びずブリッツファングの4着に敗れた。鞍上の戸崎圭太は「スタートで出遅れてしまいました。今回右回りが初めてで、外にもたれる感じもありました。ただ、流れには乗れましたので、徐々に修正しながら進めていくことができましたが、勝負どころでは手応えが怪しくなりました。今日はこれまでより、返し馬からも雰囲気はもう一つかなという感じがありました」と振り返った。
その後ジャパンダートダービーを予定していたが、前述のアクシデントで右前の蹄および右トモを痛めていたためこれを回避、休養することとなった。
半年の休養を経て11月20日の霜月ステークス（OP）で復帰、1番人気に推され、レースでは先行し直線で危なげなく抜け出し完勝。陣営は目標を翌年のフェブラリーステークスとすると語った。

### 4歳（2023年）
4歳初戦として、1月7日に行われたすばるステークス（Listed）に出走。レースは中団から進めたが直線では行き場を失くしバトルクライの2着に敗れた。
続いて2月19日に東京競馬場で行われたフェブラリーステークス（GI）に出走。10戦10連対のレモンポップに次ぐ2番人気に推された。レースでは5番手を手応え良く進んだが、追ってからは反応が鈍く馬群から抜け出せずに4着に敗れた。鞍上の戸崎圭太は「状態は良かったです。イメージ通りの競馬はできました。道中タイトになって一瞬力みましたが、そこも大きな影響はなかったです。結果は残念でしたが、力をつけて巻き返したいです」と語った。5月2日に行われたかきつばた記念では道中好位の3番手追走から直線で一旦先頭に立つも、中団から脚を伸ばしてきたウィルソンテソーロとの激しい競り合いの末2着に敗れる。
秋に入り、9月20日に行われたテレ玉杯オーバルスプリントは好位の外で待機し、直線でしぶとく脚を伸ばすと先に抜け出したスマイルウィを差し切って久々の重賞制覇を果たす。11月11日の武蔵野ステークスでは道中好位でレースを進め、直線で鮮やかに抜け出すと最後は後方から追い込んできたタガノビューティーの追撃を1馬身3/4差振り切り重賞3勝目を挙げた。

### 5歳（2024年）
5歳初戦として根岸ステークスを予定していたが、1週前追い切りを行った1月17日の午後に歩様が乱れ、翌日の検査で左前繋部浅屈腱炎が判明したため同レースを断念して放牧に入った。その後、長期休養を挟んで翌年の復帰を目標としていたが、12月23日に左前繋部浅屈腱炎を再発し、馬主のYGGオーナーズクラブが公式Xで引退を発表。2025年から北海道日高町のブリーダーズ・スタリオン・ステーションで種牡馬入りすることになった。そして、12月27日をもってJRAの競走馬登録を抹消された。

## 競走成績
以下の内容は、JBISサーチおよびnetkeiba.comの情報に基づく。
| 競走日     | 競馬場 | 競走名             | 格     | 距離（馬場）  | 頭 数 | 枠 番 | 馬 番 | オッズ （人気） | 着順 | タイム （上がり3F） | 着差 | 騎手      | 斤量 [kg] | 1着馬（2着馬）         | 馬体重 [kg] |
| ---------- | ------ | ------------------ | ------ | ------------- | ----- | ----- | ----- | --------------- | ---- | ------------------- | ---- | --------- | --------- | ---------------------- | ----------- |
| 2021.09.26 | 中京   | 2歳新馬            |        | ダ1200m（不） | 12    | 3     | 3     | 006.90（3人）   | 01着 | R1:11.2（35.4）     | -0.4 | 0福永祐一 | 54        | （ワセダタンク）       | 522         |
| 0000.11.13 | 東京   | オキザリス賞       | 1勝    | ダ1400m（稍） | 16    | 2     | 3     | 005.90（3人）   | 01着 | R1:23.4（35.6）     | -0.9 | 0戸崎圭太 | 55        | （インコントラーレ）   | 524         |
| 0000.12.15 | 川崎   | 全日本2歳優駿      | JpnI   | ダ1600m（稍） | 14    | 6     | 10    | 001.80（1人）   | 01着 | R1:39.2（37.2）     | -0.5 | 0戸崎圭太 | 55        | （コンバスチョン）     | 520         |
| 2022.05.04 | 園田   | 兵庫CS             | JpnII  | ダ1870m（良） | 12    | 8     | 12    | 001.80（1人）   | 04着 | R2:04.3（41.2）     | -2.9 | 0戸崎圭太 | 56        | ブリッツファング       | 534         |
| 0000.11.20 | 東京   | 霜月S              | OP     | ダ1400m（良） | 14    | 8     | 14    | 002.10（1人）   | 01着 | R1:24.7（35.8）     | -0.3 | 0戸崎圭太 | 56        | （ケイアイターコイズ） | 534         |
| 2023.01.07 | 中京   | すばるS            | L      | ダ1400m（良） | 14    | 7     | 12    | 001.80（1人）   | 02着 | R1:23.9（36.9）     | -0.1 | 0戸崎圭太 | 58        | バトルクライ           | 538         |
| 0000.02.19 | 東京   | フェブラリーS      | GI     | ダ1600m（良） | 16    | 2     | 4     | 003.20（2人）   | 04着 | R1:36.3（36.9）     | -0.7 | 0戸崎圭太 | 58        | レモンポップ           | 526         |
| 0000.05.02 | 名古屋 | かきつばた記念     | JpnIII | ダ1500m（良） | 12    | 8     | 12    | 001.70（1人）   | 02着 | R1:31.1（36.4）     | -0.0 | 0戸崎圭太 | 58.5      | ウィルソンテソーロ     | 528         |
| 0000.09.20 | 浦和   | テレ玉杯オーバルSP | JpnIII | ダ1400m（不） | 10    | 4     | 4     | 001.60（1人）   | 01着 | R1:25.7（37.7）     | -0.1 | 0戸崎圭太 | 54        | （スマイルウィ）       | 523         |
| 0000.11.11 | 東京   | 武蔵野S            | GIII   | ダ1600m（良） | 16    | 2     | 3     | 004.20（2人）   | 01着 | R1:35.2（36.0）     | -0.3 | 0横山武史 | 57        | （タガノビューティー） | 534         |

- タイム欄のRはレコード勝ちを示す

## 血統表
| ドライスタウトの血統                                 | ドライスタウトの血統                | ドライスタウトの血統                | （血統表の出典）                    | （血統表の出典）    |
| 父系                                                 | シアトルスルー系                    | シアトルスルー系                    | シアトルスルー系                    | [ § 2 ]             |
| 父 *シニスターミニスター Sinister Minister 2003 鹿毛 | 父の父Old Trieste 1995 栗毛         | A.P. Indy                           | Seattle Slew                        | Seattle Slew        |
| 父 *シニスターミニスター Sinister Minister 2003 鹿毛 | 父の父Old Trieste 1995 栗毛         | A.P. Indy                           | Weekend Surprise                    |                     |
| 父 *シニスターミニスター Sinister Minister 2003 鹿毛 | 父の父Old Trieste 1995 栗毛         | Lovlier Linda                       | Vigors                              | Vigors              |
| 父 *シニスターミニスター Sinister Minister 2003 鹿毛 | 父の父Old Trieste 1995 栗毛         | Lovlier Linda                       | Linda Summers                       |                     |
| 父 *シニスターミニスター Sinister Minister 2003 鹿毛 | 父の母Sweet Minister 1997 鹿毛      | The Prime Minister                  | Deputy Minister                     | Deputy Minister     |
| 父 *シニスターミニスター Sinister Minister 2003 鹿毛 | 父の母Sweet Minister 1997 鹿毛      | The Prime Minister                  | Stick to Beauty                     |                     |
| 父 *シニスターミニスター Sinister Minister 2003 鹿毛 | 父の母Sweet Minister 1997 鹿毛      | Sweet Blue                          | Hurry up Blue                       | Hurry up Blue       |
| 父 *シニスターミニスター Sinister Minister 2003 鹿毛 | 父の母Sweet Minister 1997 鹿毛      | Sweet Blue                          | Sugar Gold                          |                     |
| 母 マストバイアイテム 2007 黒鹿毛                    | 母の父*アフリート Afleet 1984 栗毛  | Mr. Prospector                      | Raise a Native                      | Raise a Native      |
| 母 マストバイアイテム 2007 黒鹿毛                    | 母の父*アフリート Afleet 1984 栗毛  | Mr. Prospector                      | Gold Digger                         |                     |
| 母 マストバイアイテム 2007 黒鹿毛                    | 母の父*アフリート Afleet 1984 栗毛  | Polite Lady                         | Venetian Jester                     | Venetian Jester     |
| 母 マストバイアイテム 2007 黒鹿毛                    | 母の父*アフリート Afleet 1984 栗毛  | Polite Lady                         | Friendly Ways                       |                     |
| 母 マストバイアイテム 2007 黒鹿毛                    | 母の母ビッグマリーン 2001 黒鹿毛    | フジキセキ                          | *サンデーサイレンス                 | *サンデーサイレンス |
| 母 マストバイアイテム 2007 黒鹿毛                    | 母の母ビッグマリーン 2001 黒鹿毛    | フジキセキ                          | *ミルレーサー                       |                     |
| 母 マストバイアイテム 2007 黒鹿毛                    | 母の母ビッグマリーン 2001 黒鹿毛    | ドラゴンマリーン                    | *リアルシャダイ                     | *リアルシャダイ     |
| 母 マストバイアイテム 2007 黒鹿毛                    | 母の母ビッグマリーン 2001 黒鹿毛    | ドラゴンマリーン                    | *パーフェクトポイント               |                     |
| 母系(F-No.)                                          | パーフェクトポイント(USA)系(FN:1-l) | パーフェクトポイント(USA)系(FN:1-l) | パーフェクトポイント(USA)系(FN:1-l) | [ § 3 ]             |
| 5代内の近親交配                                      | Mr. Prospector 5 × 3 = 15.63%       | Mr. Prospector 5 × 3 = 15.63%       | Mr. Prospector 5 × 3 = 15.63%       | [ § 4 ]             |
| 出典                                                 | 1. 2. 3. 4.                         | 1. 2. 3. 4.                         | 1. 2. 3. 4.                         | 1. 2. 3. 4.         |